# 20 Brygada Wojsk Wewnętrznych NKWD
20 Brygada Wojsk Wewnętrznych NKWD – oddział wojsk wewnętrznych Ludowego Komisariatu Spraw Wewnętrznych ZSRR.
Brygada ta wsławiła się faktem, iż jej grupa operacyjna zabiła w dniu 12 lutego 1945 pod miejscowością Orżywskie Chutory niedaleko Równego trzech członków UPA, w tym samego Klaczkiwskiego „Kłyma Sawura”, dowódcę UPA-Północ oraz kata polskich wiosek na Wołyniu i Polesiu – organizatora masakr wołyńskich.